# Fritz Ligges
Fritz Ligges (ur. 29 lipca 1938 Asseln, zm. 21 maja 1996 w Herbern) – niemiecki jeździec sportowy, wielokrotny medalista olimpijski. 
Brał udział w trzech igrzyskach na przestrzeni 20 lat (IO 64, IO 72, IO 84), na wszystkich zdobywał medale. Reprezentował barwy RFN, jednak w 1964 w olimpiadzie brała udział – po raz ostatni – wspólna niemiecka ekipa. Ligges startował we Wszechstronnym Konkursie Konia Wierzchowego i  w obu konkursach, indywidualnym oraz drużynowym, zajął trzecie miejsce. Ponownie na igrzyskach wystartował osiem lat później, przed własną publicznością, jednak tym razem w skokach przez przeszkody. W drużynie sięgnął po złoto, a partnerowali mu Gerd Wiltfang, Hartwig Steenken oraz Hans Günter Winkler. W Los Angeles w 1984 sięgnął po brąz. W 1961 i 1962 zostawał mistrzem kraju.